# Willer József (politikus)
Willer József (Kecskemét, 1884. május 22. — Budapest, 1972. december 28.) magyar köztisztviselő, politikus, lapszerkesztő, muzsikus.

## Életútja
Budapesten végezte az egyetem jogi karát és a zeneiskolát. 1905–1907 között szülővárosa szolgálatában állt, ahol egy évig színházi karmesterként működött. Itt, Kecskeméten vette feleségül 1905 őszén diósadi Deák Katalint (diósadi Deák Lajos helybeli birtokos és Tarnay Jolán lányát), akitől egyetlen fia született, ifj. Willer József (1905-1944, bölcsészdoktor, szótáríró, gimnáziumi tanár). Felesége 1906 őszén elhunyt. 1908–1909-ben alispáni titkár, 1909-től vármegyei tanácsjegyző, 1913–19 között alpolgármester-helyettes Lugoson. A román hatalomátvétel után, mint esküt nem tett tisztviselő, elvesztette köztisztviselői állását, ezután 1925-ig zenetanítással foglalkozott, s a Lugosi Dal- és Zeneegylet karmestere volt.
1922-ben Jakabffy Elemérrel és Sulyok Istvánnal megindította Lugoson a Magyar Kisebbség című nemzetpolitikai szemlét, amelynek megszűnéséig, 1942-ig munkatársa és névlegesen társszerkesztője maradt. 1925-ben a Brassói Lapok c. napilap szerkesztőjévé és a Brassói Dalárda karnagyává szegődött.
Az 1926-os és 1927-es romániai választásokon Csík vármegyében parlamenti képviselővé választották. Az OMP Bukarestben felállított pártirodájának vezetője lett. Később (1936–38) is biztos mandátumot garantáló kerületekben indították a parlamenti választásokon, mivel román nyelvtudásával a magyar érdekekért bátran síkra szálló, okosan és szellemesen érvelő, vitaképes képviselőnek bizonyult. Főtitkárként és képviselőként egyaránt példás buzgalommal és lelkiismeretességgel látta el felelősségteljes feladatát. A nehéz körülmények, a sorozatos akadályok dacára elszántan védte a magyar intézményeket, a közösségek és magánszemélyek érdekeit és így sérelmek özönét sikerült orvosolnia. A váltakozó létszámú alkalmazottat foglalkoztató pártiroda feladatai közé tartozott az egyének ügyeinek intézése, problémáinak – állás, nyugdíj, nyelvvizsga, iskolaválasztás stb. – megoldása is. Bethlen György bizalmas híve és munkatársa volt. 12 év alatt közel 300 levelet, tudósítást küldött az OMP elnökének a bukaresti politikai „boszorkánykonyhából”, összeszövődésekről és széthúzásokról, kormányalakítási szándékokról és bukásokról, a mindennapi kijárásokról, anyagi gondokról stb.
1938-ban visszavonult a politikai életből, visszaköltözött Lugosra, ahol zeneoktatással biztosította megélhetését. Zenepedagógiai tevékenysége során növendéke volt számos, az élvonalba emelkedett kiváló művész és tudós: Traian Grozăvescu, Zeno Vancea, Teller Ede, Balogh Ferenc, Neumann Mária, Franz Metz, Udvardy Zoltán stb.
Hamvait Lugoson helyezték örök nyugalomra 1973. február 16-án.

## Kötetei
- Küzdelem a nemzetkisebbségek nyelvhasználatáért. Kamarai beszéde a közigazgatási javaslat általános vitájában az 1936. február 25-i ülésen (Lugos, 1936);
- A Magyar Párt megnyilatkozása a törvényhozás előtt. Beszéde a felirati vitában a kamara 1936. november 25-én tartott ülésén (uo. 1936).